# Chivers (Unternehmen)
Chivers (Aussprache: /ˈtʃɪvəz/) war ein britisches Unternehmen, das für seine Marmeladen bekannt ist.
Es wurde 1873 in Histon and Impington nahe Cambridge von Stephen Chivers gegründet, Sohn eines Fruchtlieferanten. Die Familie hatte seit dem Jahr 1805 familieneigene Obstgärten. Ab 1885 wurden in der erntefreien Zeit spanische Orangen aus Sevilla importiert. Die ersten britischen Orangenmarmeladen wurden jedoch in Dundee 1797 hergestellt. 1911 wurde Chivers zum ständigen Hoflieferanten der königlichen Familie ernannt und erhielt den „Royal Warrant“.
Die Marke Chivers and Sons kam später an Premier Foods und gehört heute dem Unternehmen Boyne Valley Group.